# Onlinelexikon
Ein Onlinelexikon (auch Online-Lexikon oder Internetlexikon genannt) ist eine Datenbank, die als abfragbare Inhalte ein elektronisches Lexikon (allgemeines oder ein Fachlexikon) oder ein elektronisches Wörterbuch anbietet, und die „online“ (im Internet) bereitgestellt wird.
Manche dieser Werke sind frei zugänglich, beispielsweise die Online-Enzyklopädie Wikipedia, das Online-Wörterbuch Wiktionary sowie Fan- und Regio-Wikis. Andere sind kostenpflichtig, indem sie entweder nur im Abonnement oder mittels Pay-per-View abgerufen werden können. In Deutschland sind kostenpflichtige Informationssysteme, für die die Deutsche Forschungsgemeinschaft eine Nationallizenz erworben hat, für im Land gemeldete Personen kostenlos zugänglich.
Der Stoff der Onlinelexika liegt in digitaler Form vor, was gegenüber dem gedruckten Lexikon auch multimediale Inhalte wie Animationen, Filme und Tonaufnahmen ermöglicht. Gegenüber auf anderen digitalen Medien – wie CD-ROM – publizierten Lexika können Web-basierte Nachschlagewerke leichter permanent aktuell gehalten werden, und diese Arbeit ist im Sinne der Cloud-Technologie dezentralisiert durchführbar.
Die Informationen liegen als Datenbank vor und können interaktiv abgefragt – und auch redigiert – werden. Zwar unterscheiden sich gedruckte von digitalisierten Lexika nicht prinzipiell hinsichtlich der textlichen Inhalte (insbesondere nicht, wenn ursprünglich gedruckte Lexika digitalisiert wurden), wohl aber bezüglich der Verknüpfungen und Einbettungen der Inhalte untereinander und Suchfunktionen, was das Nachschlagen und die Nachlese wesentlich erleichtert und bereichert.
Aktuelle Ausgaben bleiben nicht bei der bloßen Übertragung von gedruckten Ausgaben oder Zettelkästen in elektronische Medien stehen, sondern nutzen die gemeinsame elektronische Datenbasis zum Aufbau der Lexeme und Indizierungen (automatisch generierter Querverweise). Die systematische Leistung wird dann durch das Re-Writing von der Autorenschaft auf Grundlage der lexikalischen Datenbanken, beispielsweise durch das Netzwerkprotokoll DICT erbracht.
Die Systematik der Inhalte kann bei diesen Systemen durch räumliche Abbilder der Netzstruktur der Lexeme kontrolliert werden und auch als Navigationsinstrument dienen.